# Distretto di Quequeña
Il distretto di Quequeña è un distretto del Perù nella provincia di Arequipa (regione di Arequipa) con 1.219 abitanti al censimento 2007 dei quali 924 urbani e 295 rurali.
È stato istituito fin dall'indipendenzza del Perù.